# Axiocerses piscatoris
Axiocerses piscatoris är en fjärilsart som beskrevs av Clench 1943. Axiocerses piscatoris ingår i släktet Axiocerses och familjen juvelvingar. Inga underarter finns listade i Catalogue of Life.